# كينجتونغشيا
كينجتونغشيا (بالصينية: 青铜峡市 )‏ هي مدينة على مستوى مقاطعة، في جمهورية الصين الشعبية، تتبع تشونغ، بلغ عدد سكانها 264,717 نسمة، تبلغ مساحتها 2,424 كيلومتر مربع، رمزها البريدي هو 751600.

## مدن توأم
المدن التوأم:
- باباويو.

## التقسيمات الإدارية
- Xiakou, Ningxia [الإنجليزية]‏
- Chenyuantan  [لغات أخرى]‏.